# Bingadinsko asfaltno jezero
Bingadinsko asfaltno jezero (azerski: Binəqədi Qır gölü, ruski: Бинагадинское кировое озеро) asfaltno je jezero u Azerbajdžanu koje se nalazi 7 km sjeverozapadno od Bakua i 0,5 kilometara jugoistočno od Bingadija, na području Bingadinskoga rajona Bakua. Bingadinsko asfaltno jezero poznato je po velikome broju iskopanih primjeraka biljaka i životinja iz kvartarskoga razdoblja. Nalazi iskopanih biljaka i životinja izloženi su u bakuanskome Prirodoslovnome muzeju Hasan bej Zardabi Geološkog instituta Azerbajdžanske nacionalne akademije znanosti. 
Dana 30. rujna 1998. iskopani primjerci biljaka i životinja Bingadinskoga asfaltnoga jezera postali su kandidati za uvrštavanje na UNESCO-ov Popis svjetske baštine u Azerbajdžanu.  

## Povijest
Prije oko 190 tisuća godina, tijekom kasnoga pleistocena, veći dio područja današnjega Bingadija činilo je asfaltno jezero koje je postalo mjesto smrti ptica i drugih životinja, među kojima je 20 izumrlih vrsta.
Zbog toga je zemlja u blizini Bingadinskoga asfaltnoga jezera prepuna zaliha nafte i zemnoga plina, a pogotovo Apšeronski poluotok, koji se prostire do obala Kaspijskoga jezera. Ugljikovodici sadržani u škriljačkim naslagama izdižu se na visinama od 900 do 1500 metara na površini te tako tvore asfaltna jezera koja poput zavjesa tvore močvare i bare. Tijekom višegodišnjega djelovanja, vjerojatno tisuća godina, viskozni bingadijski bitumen proširio se na površinu od 0,6 do 0,68 km2, tvoreći obale ovoga prapovijesnoga jezera. Jezero i sjaj bitumena privukao je različite životinje, uglavnom ptice koje su bile u potrazi za vodom. Životinje zaglavljene u bitumenu tako su privukle grabežljivce koji su također upali u bitumen i umrli od trovanja i gladi.   
U Los Angelesu postoje asfaltna jezera u La Brei koja su slična Bingadinskome asfaltnome jezeru. Asfaltna jezera u La Brei stara su 60.000 godina, te su tako mnogo mlađa od Bingadinskoga asfaltnoga jezera.
Godine 1982. odlukom Sovjeta Ministara Azerbajdžanske SSR Bingadinski prirodni spomenik faune i flore kvartarnoga razdoblja proglašen je državnim prirodnim spomenikom.

## Iskopavanje
U prvoj polovici 20. stoljeća jedan mještanin u rudniku je tražio određenu vrstu stijena ↓1 kako bi popravio krov svoje kuće i slučajno je otkrio kosti neke velike nepoznate zvijeri i o tome obavijestio lokalne vlasti. Tijekom iskopavanja pronađeni su ostatci prapovijesnih životinja. No, uskoro je ta priča zaboravljena.
Godine 1938. student treće godine Azerbajdžanskoga industrijskoga instituta A. S. Mastanzade u ležištima stijena toga područja otkrio je jedinstvene kosture kralježnjaka i beskralježnjaka, uključujući kostur nosoroga i biljne ostatke. Te godine ponovljeno je istraživanje Bingadinskoga asfaltnoga jezera. Daljnje ekspedicijske radove i znanstvena istraživanja na tome mjestu vodili su Vladimir Vladimirovič Bogačjov i Rahimbek Džafar oglji Džafarov. Kao rezultat obrade opsežnoga paleontološkoga materijala Rahimbeka Džafara oglji Džafarova 1960. godine, otkrivena je nova vrsta nosoroga (Rhinoceros binagadensis ili Dicerorhinus binagadensis). Također treba napomenuti zasluge Nikolaja Iosifoviča Burčak-Abramoviča u obnovi kostura sisavaca i ptica pronađenih u Bingadinskome asfaltnome jezeru. Pronađeni materijali znanstvenicima su otvorili mogućnost rekonstrukcije slike životinjskoga i biljnoga svijeta Apšeronskoga poluotoka u razdoblju nakon pleistocena.

## Biljke i životinje
Od kvartarnih životinja pronađeni su fosili 41 vrste sisavaca, 110 vrsta ptica, 1 vrste mekušca, 2 gmaza, 1 vodozemca i 107 insekata. Pronađeni su i ostaci 22 biljke. Od životinjskih vrsta 20 ih je izumrlo. Među njima od znanstvenoga interesa su gotovo čitavi kostur fosiliziranoga konja, jelena (bingadinske podvrste – Cervus elaphus binagadensis Alekp.), crnorepe gazele i sajge (tatarska stepska antilopa) koje danas ne žive na području Azerbajdžana. Od mesoždera su pronađeni ostatci pleistocenskoga vuka (Canis lupus apscheronicus R. Ver), špiljske hijene (Crocuta crocuta spelaea Goldfuss), bingadinskog primitivnog bika (Bos mastanzadei Bur), medvjeda (Ursus arctos binagadensis R. Ver) i drugih vrsta životinja, a od ptica kosturi pataka, gusaka, labudova (Cygnus olor Bergmanni Srebr), pelikana (Pelecanus crispus paleo-crispus Serebr), surih orlova, sova ušara (Bubo bubo L.), gavrana (Corvus corax L.), jastrebova, itd. Detaljnim istraživanjem koštanih ostataka rekonstruiran je izgled kvartarnih životinja te su utvrđene evolucijske promjene koje su one doživjele do današnjega doba.
Profesor Nikolaj Iosifovič Burčak-Abramovič napisao je 27 znanstvenih radova o pticama i životinjama Bingadinskoga asfaltnoga jezera. Godine 1988. njegova zbirka fosiliziranih ptica pronađenih u Bingadinskome asfaltnome jezeru sadržavala je 20.000 kostiju.
Od biljnih ostataka mogu se razlikovati komadi drveta, stabljike, izdanci, plodovi, korijeni, podanci, itd. Rezultati istraživanja toga vegetacijskoga pokrova pokazuju da je klima Apšerona za vrijeme nastanka bingadinskoga asfaltnoga jezera bila vlažnija i hladnija od današnje.
- Fosili Bingadinskoga asfaltnoga jezera stari 180.000 – 70. 000 godina, Nacionalni muzej povijesti Azerbajdžana, Baku
- Lubanja nosoroga
- Lubanja konja